# Birzebbugia
Birzebbugia (in maltese Birżebbuġa, colloquialmente anche B'Bugia) è una città e fiorente località turistica di 9 387 abitanti situata a sud dell'isola di Malta, tra i villaggi di Kalafrana e Marsa Scirocco.
Il motto del paese è Pax Salusque Omnibus, in latino, che in lingua italiana significa: "Pace e salute a tutti".

## Origini del nome
Vi sono molte storie che riguardano il nome della cittadina: una leggenda narra che gli ulivi si trovavano all'interno di pozzi riempiti d'acqua di mare; un'altra storia narra che il nome nacque dall'unione della parola bir e żebbuġa, formando Birżebbuġa, ovvero "pozzo di olive".
Il significato del nome è ben spiegato dallo stemma della città, in cui è rappresentata una V blu con un rametto d'ulivo sopra su campo bianco. Il blu rappresenta il Mar Mediterraneo e l'ulivo l'importanza che ha questo per l'economia locale.

## Storia
Il primo popolo che approdò a Birzebbugia furono i fenici, che scelsero questa zona perché è il primo lembo di terra provenendo da est, e anche perché la baia era un ottimo rifugio. Durante la loro permanenza, costruirono un tempio, il tempio di Eracle.
In cima ad una collina, vi sono i resti di una tipica villa romana, che testimonia il periodo della loro occupazione.
La baia ha giocato un importante ruolo nella storia di Malta, non solo nel periodo fenicio, romano e arabo, ma anche durante l'assedio di Malta, quando vi fu l'attacco degli ottomani.
Durante il XX secolo divenne una base navale britannica.
Il 2-3 dicembre 1989, i leader degli USA e dell'Unione Sovietica, rispettivamente George H. W. Bush e Mikhail Gorbaciov, si riunirono nella cittadina per sancire la fine ufficiale della guerra fredda.
Adesso la baia ha un ruolo importante nell'economia del paese in quanto ospita il porto adibito alle navi cargo e portacontainer.

## Monumenti e luoghi d'interesse
Birzebbugia è famosa per gli importanti siti archeologici che si trovano nell'immediata periferia. Le grotte di Għar Dalam sono una testimonianza dei primi insediamenti umani a Malta e risalgono al periodo neolitico, intorno al 7400 a.C. In queste caverne sono stati ritrovate ossa fossilizzate di numerosi animali, tra cui gli elefanti nani, gli ippopotami e gli orsi. Da ciò si deduce che le isole furono un tempo una sorta di ponte verso l'Europa continentale. Tra gli altri reperti sono da ricordare quelli inerenti ad un tempio o un insediamento preistorico, Borġ in-Nadur, che appartengono all'età del bronzo. Questa costruzione presenta una fortificazione costituita da un muro di pietre molto larghe ancora visibili. Un'altra caverna da visitare è Għar Ħasan, all'estrema propaggine meridionale dell'isola. Secondo la leggenda, durante il periodo normanno questa grotta fu utilizzata da un pirata arabo del XII secolo di nome Hasan, che rapì una giovane ragazza e la portò qui senza il suo volere. La città possiede inoltre diverse fortificazioni, come i forti costruiti a Delimara, Tas-Silġ e Bengħajsa durante l'occupazione britannica.

## Galleria d'immagini

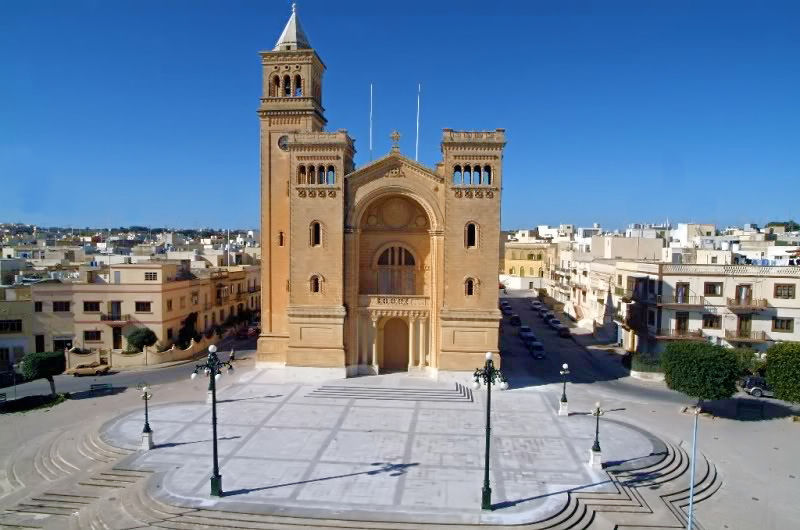
Parrocchia di Birzebbugia
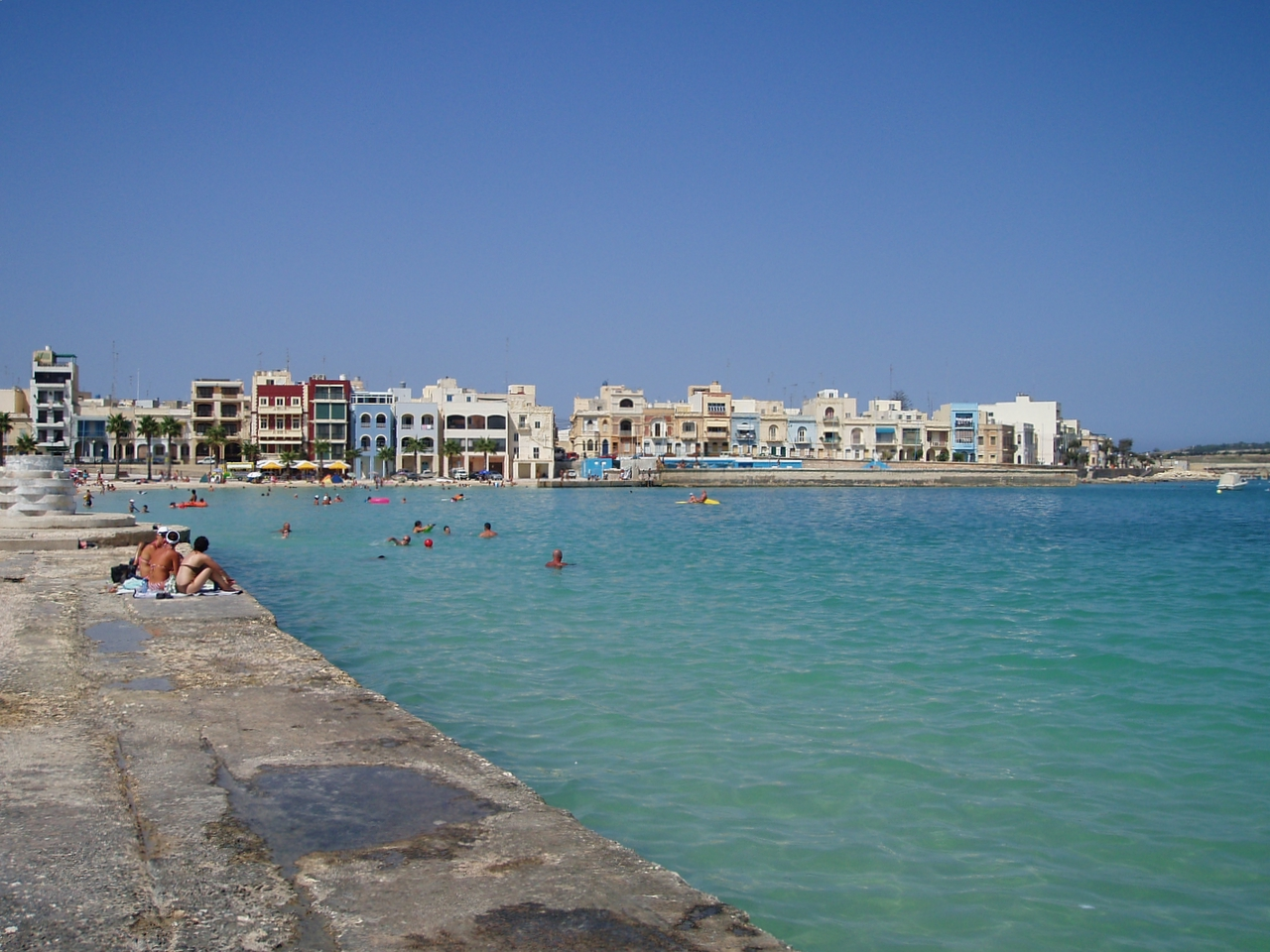
Pretty Bay
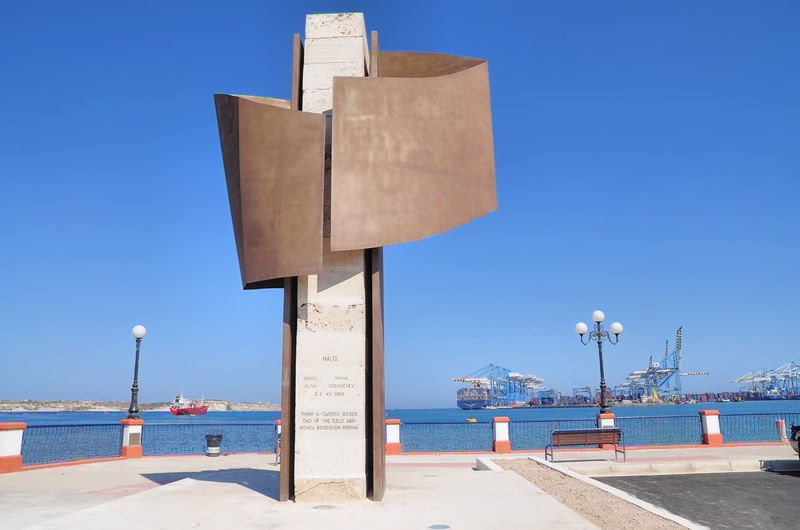
Memoriale alla fine della Guerra fredda
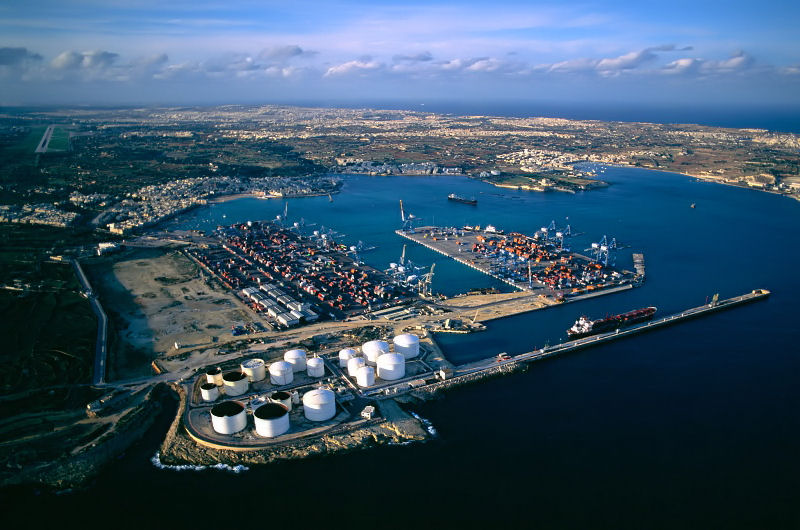
Malta Freeport
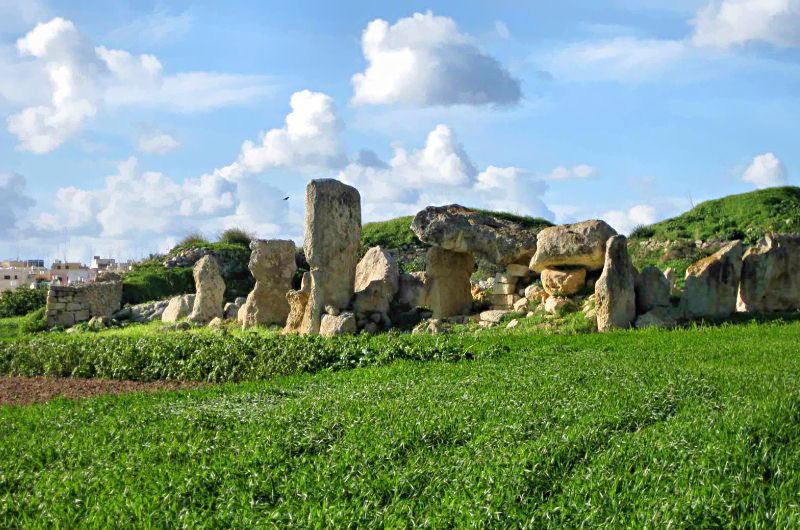
Borġ in-Nadur